# Бухарская комиссия по охране памятников старины и искусства
Бухарская комиссия по охране памятников старины и искусства (Бухкомстарис) — одно из трёх учреждений созданных в 1920-х годах в древних городах Средней Азии, учитывая большие количество ценных исторических памятников архитектуры: Бухаре была создана Бухкомстарис, в Самарканде — Самкомстарис, в Хиве — Хивкомстарис. В других местах были созданы комиссии по охране исторических памятников.
30 июня 1924 года при научной ассоциации востоковедения СССР в Москве состоялось особое совещание по вопросу координации, объединения научных работ в Средней Азии с участием представителей Бухарской народной советской республики (БНСР). Совещание признало необходимым «создать единый орган на всей территории Советской Средней Азии для объединения научно-исследовательской краеведческой работы и для охраны природы и памятников искусства и старины».
12 октября 1924 года в Бухаре была создана «Бухарская комиссия Комитета по делам музеев и охраны памятников старины, искусства и природы». В ноябре 1924 года правительство БНСР отпустило для ремонта памятников 52 тысячи рублей. Активная деятельность Бухкомстариса позволила выявить и сберечь много важнейших памятников древней и средневековой культуры народов Средней Азии.
Значительный вклад по изучению и охране историко-культурных памятников Узбекистана в рамках деятельности Комстарисов в указанный период внесли местные специалисты. Так, в 1925 году Бухкомстарис возглавлял известный просветитель А. Фитрат, а ученым секретарем был один из его близких сподвижников М. Ю. Саиджанов. К работе Бухкомстариса были привлечены известные учёные и архитекторы — профессор Б. П. Денике, архитекторы Б. Н. Засыпкин и профессор М. Я. Гинзбург. Они изучали такие памятники, как мавзолей Саманидов, медресе Мири Араб, Кукельдаш и другие. Руководителем Бухкомстариса в 1928—1936 годах был известный археолог В. А. Шишкин.
На рубеже 1920—1930-х годов, по заказу Бухкомстариса изготавливались этнографические фигуры для музея Бухары, возникшего в недрах Бухкомстариса. Бухарский музей, даже после его переподчинения в 1933 году частично сохранял функции Бухкомстариса.